# Nise, le cœur de la folie
Pour plus de détails, voir Fiche technique et Distribution.
Nise, le cœur de la folie (Nise: O Coração da Loucura) est un film biographique brésilien réalisé par Roberto Berliner (pt), sorti en 2015.

## Synopsis
En 1944, le docteur Nise da Silveira intègre un hôpital psychiatrique dans la banlieue de Rio de Janeiro et refuse d'utiliser l'électroconvulsivothérapie et la lobotomie pour traiter les personnes schizophrénes.

## Fiche technique
- Titre : Nise, le cœur de la folie
- Titre original : Nise: O Coração da Loucura
- Réalisation : Roberto Berliner (pt)
- Scénario : Flávia Castro, Mauricio Lissovski, Maria Camargo, Chris Alcazar, Patrícia Andrade, Leonardo Rocha et Roberto Berliner
- Musique : Jaques Morelenbaum
- Photographie : Andre Horta
- Montage : Pedro Bronz et Leonardo Domingues
- Production : Rodrigo Letier
- Société de production : TVZero
- Pays :  Brésil
- Genre : Biopic, drame et historique
- Durée : 106 minutes
- Dates de sortie : 
  -  Japon : 25 octobre 2015 (festival international du film de Tokyo)
  -  Brésil : 21 avril 2016

## Distribution
- Glória Pires: Nise da Silveira
- Luciana Fregolente (pt) : Eugênia
- Simone Mazzer (pt) : Adelina Gomes (pt)
- Fabrício Boliveira (pt) : Fernando Diniz
- Zé Mário Farias : l'infirmier
- Julio Adrião : Carlos Pertius
- Michel Bercovitch (pt) : Dr. César
- Felipe Rocha (pt) : Almir Mavignier
- Zécarlos Machado (pt) : Dr. Nelson
- Tadeu Aguiar (pt) : Dr. Mourão
- Fernando Eiras : Mário Magalhães
- Augusto Madeira (pt) : Lima
- Roney Villela : Lúcio Noeman
- Roberta Rodrigues : Ivone Lara
- Flávio Bauraqui (pt) : Octávio Ignácio
- Bernardo Marinho (pt) : Raphael Domingues
- Claudio Jaborandy (pt) : Emygdio de Barros (es)
- Georgiana Góes (pt) : Martha Pires
- Charles Fricks (pt) : Mário Pedrosa
- Pedro Kosowski : Dr. Letier
- Eliane Costa (pt) : Leila
- Perfeito Fortuna (pt) : Aurélio
- Zezeh Barbosa (pt) : Carmem

## Distinctions
Le film a été nommé pour sept Grande Prêmio do Cinema Brasileiro et a remporté celui du meilleur second rôle masculin pour Flavio Bauraqui.